# Василь Петровський
Васи́ль Петро́вич Петро́вський (Ми́ньківський, Ми́нківський) (рр. нар. і смерті невідомі) — козацький військовий діяч, сотник, полковник.
Син Петра Івановича Миньківського, онук паволоцького війта та першого полковника Івана Куцевича-Миньківського. Від місцевих жителів дістав прізвище Петровський, яким писався уже і в зрілому віці. Мав також молодшого брата — Петровського (Минківського, Поповича) Степана (Стефана) Петровича (бл. 1640–1696), військового діяча Лубенського полку. Син останнього, Степан Петрович Петровський, став засновником козацької військової династії Петровських (Миньковичів-Петровських), представники якої, як і він, займали різні уряди в Лубенському полку.
Ходорківський сотник (1654-1659, 1663). Активний прихильник гетьмана Виговського. Посол на сейм у травні 1659 року. Склав присягу послів 10 червня 1659 року у Варшаві під час підписання Гадяцької угоди. 
Повний (за іншими даними — наказний) полковник Паволоцького полку в 1663 році. Швидше за все, на цьому уряді він був у період між двома полковництвами І. Поповича, тобто орієнтовно протягом лютого-травня 1663 року.
Поминання роду Петровського Василя, полковника паволоцького у Межигірському монастирі: Василь, Ганна, Ксенія, Ганна, Павло, Василь, Іван, Мартин, Стефан, Катерина. 